# Pas Teherán FC
Pas Teherán FC byl íránský fotbalový klub z Teheránu. Pas FC byl fotbalový klub multisportovního Pas Cultural and Sport Club. Klub byl vždy spojován s íránskou policií. Existoval v letech 1963 až 2007.

## Historie
V roce 1953 byl založen tým Police Academy Cadets. V roce 1963 se klub oficiálně zaregistroval pod názvem Pas.
V roce 1993 tým vyhrál Asijský pohár mistrů.
V roce 2007 klub zanikl.

## Úspěchy
- Teheránská liga (1): 1966–67
- Íránská liga (5): 1976–77, 1977–78, 1991–92, 1992–93, 2003–04
- Asijský pohár mistrů (1): 1992–93